# Cullera
Cullera est une commune de la province de Valence, dans la Communauté valencienne, en Espagne. Elle est située dans la comarque de la Ribera Baixa et dans la zone à prédominance linguistique valencienne. Sa population s'élevait à 22 292 habitants en 2013.
Avec les communes de Valence, Alfafar, Sedaví, Catarroja, Massanassa, Albal, Beniparrell, Silla, Sollana, Sueca, Albalat de la Ribera et Algemesí, elle fait partie de la réserve naturelle d'Albufera.

## Géographie

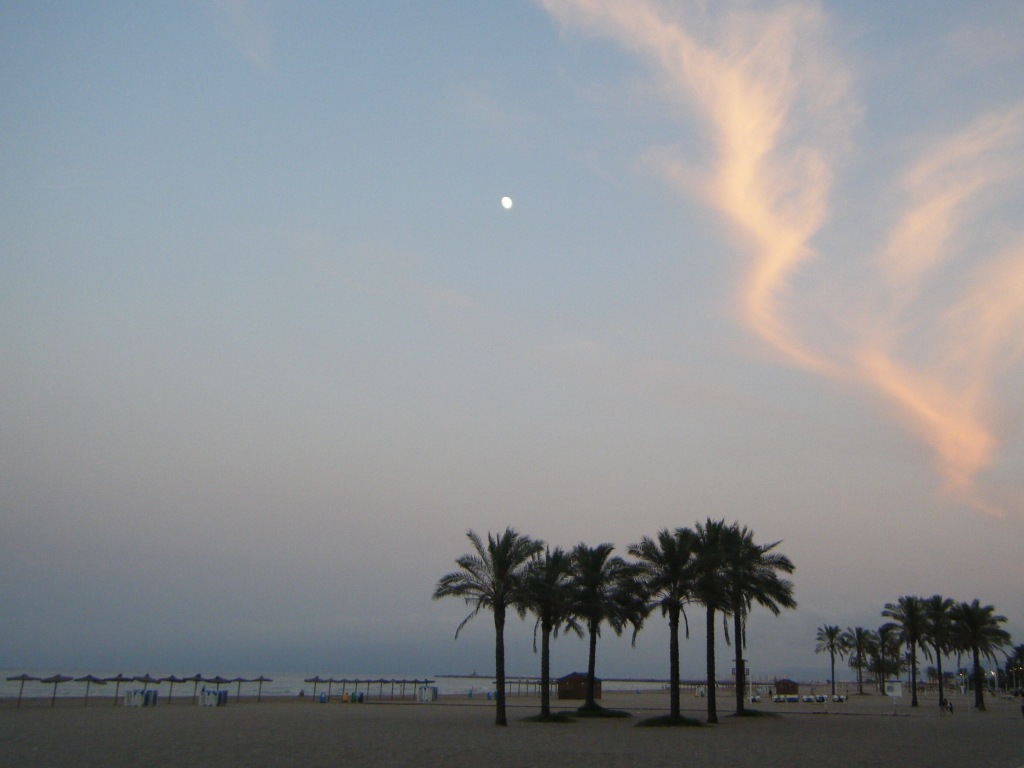
Plage de Cullera le soir.

Localisation de Cullera
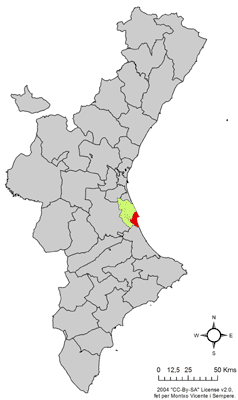
Dans la Communauté valencienne.
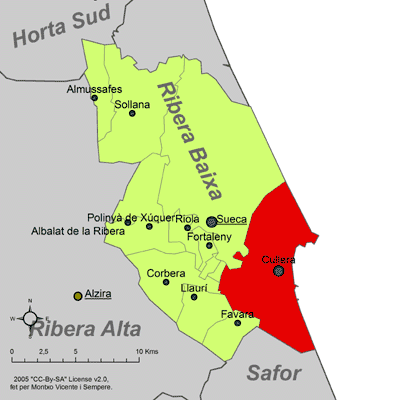
Dans la comarque de la Ribera Baixa.

### Localités limitrophes
Le territoire communal de Cullera est voisin de celui des communes suivantes :
Sueca, Corbera, Fortaleny, Llaurí, Favara, et Tavernes de la Valldigna.

## Démographie
| 1990   | 1992   | 1994   | 1996   | 1998   | 2000   | 2002   | 2004   | 2005   | 2007   | 2008   | 2009   | 2023   |
| ------ | ------ | ------ | ------ | ------ | ------ | ------ | ------ | ------ | ------ | ------ | ------ | ------ |
| 20.927 | 20.336 | 20.663 | 20.595 | 20.397 | 20.663 | 20.622 | 22.544 | 23.261 | 23.406 | 24.821 | 24.500 | 23.753 |

## Administration
Liste des maires, depuis les premières élections démocratiques.
| Législature | Nom du maire             | Parti politique |
| ----------- | ------------------------ | --------------- |
| 1979-1983   | Enrique Chulio           | PSPV-PSOE       |
| 1983-1987   | Enrique Chulio           | PSPV-PSOE       |
| 1987-1991   | Alfredo Martínez         | UV              |
| 1991-1995   | José Alandetito          | PSPV-PSOE       |
| 1995-1999   | Carlos Morenito          | UV              |
| 1999-2003   | Ernesto Sanjuán Martínez | PP              |
| 2003-2007   | Ernesto Sanjuán Martínez | PP              |
| 2007-2011   | Ernesto Sanjuán Martínez | PP              |

## Personnalités
- Juan Bernat, footballeur, y est né en 1993.
- Elisa Ramírez (Sanz), grande actrice, y a pris sa retraite.

## Jumelages
- Ouroux-en-Morvan (France)
- Le Bourget (Seine-Saint-Denis) (France)

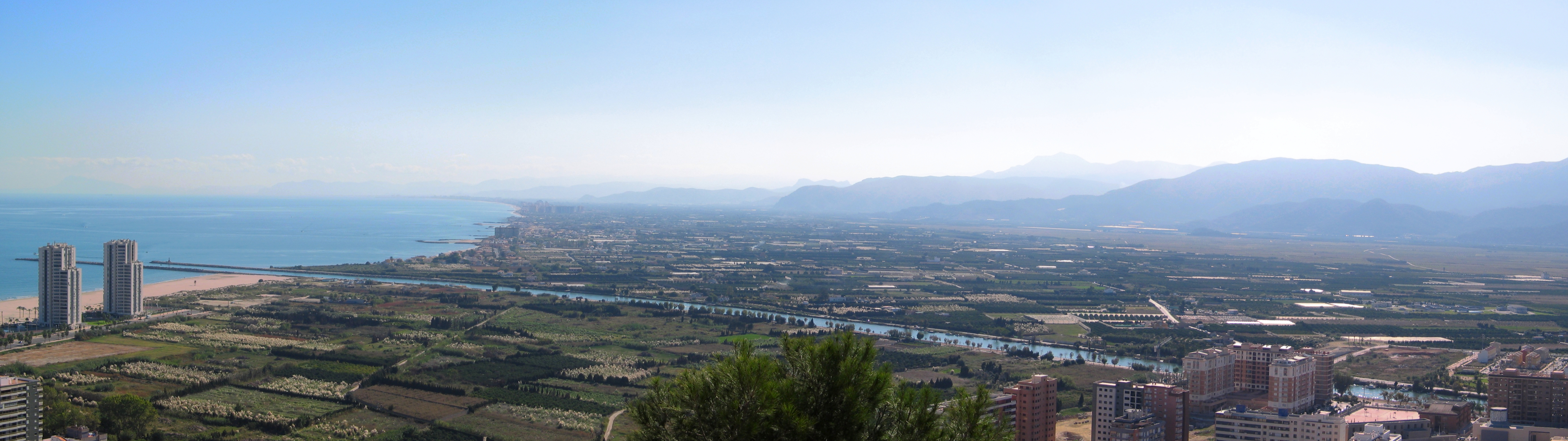
Vue de l'embouchure du fleuve Júcar à Cullera. Au fond la ville de Dénia.

- Jever (Allemagne)
- Syktyvkar (Russie)

### Sources
- (es) Cet article est partiellement ou en totalité issu de l’article de Wikipédia en espagnol intitulé « Cullera » (voir la liste des auteurs).